# بلنوس ستراوشي
بُلْنُوس ستراوشي (الاسم العلمي: Blanus strauchi) هو نوع من الزواحف يتبع جنس البُلْنُوس من الفصيلة البُلْنُوسية.